# Johann Christoph Grünbaum

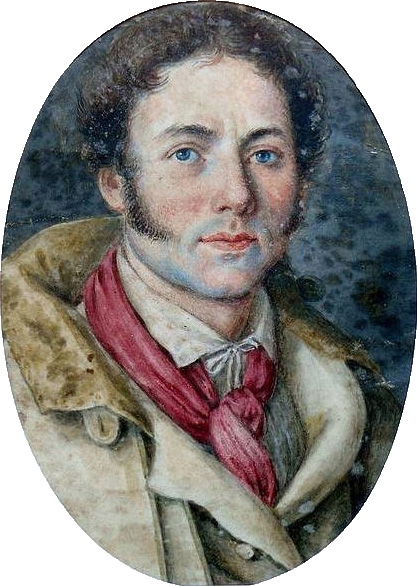
Johann Christoph Grünbaum

Johann Christoph Grünbaum, auch Johann Christoff Grünbaum (28. Oktober 1785 in Haslau, Königreich Böhmen – 10. Januar 1870 in Berlin, Preußen) war ein böhmischer Opernsänger (Tenor), Gesangspädagoge und Übersetzer italienischer und französischer Libretti.

## Leben
Seine musikalische Ausbildung erhielt er als Diskantist im Zisterzienserkloster Waldsassen in der Oberpfalz. Von 1804 bis 1807 wirkte er am Stadttheater Regensburg und ging danach an das Prager Ständetheater, wo er bis 1818 blieb. Dort sang er Mozart-Rollen (u. a. den „Don Ottavio“ in der deutschsprachigen Erstaufführung des Don Giovanni), danach wirkte er am Wiener Kärntnertortheater. Nach dem Verlust seiner Stimme übersiedelte er 1832 mit seiner Frau Therese Grünbaum (Tochter des Komponisten Wenzel Müller) nach Berlin, wo er als Gesangspädagoge arbeitete und italienische und französische Operntexte, sowie den Grand Traité d’instrumentation et d’orchestration modernes von Hector Berlioz übersetzte.
Die deutsche Übersetzung des Textes zu Giuseppe Verdis Kanzone La donna è mobile („O wie so trügerisch sind Weiberherzen!“) stammt von ihm und ist zu einem geflügelten Wort geworden. Die deutsche Fassung der Oper Rigoletto  hatte am 30. Januar 1853 in Stuttgart Premiere.
Seine Kinder Caroline, Carl und Josef Grünbaum waren ebenfalls Sänger.